# Deutsche Poolbillard-Meisterschaft 2003 (Ladies)
Die Deutsche Poolbillard-Meisterschaft 2003 war die dritte Austragung zur Ermittlung der nationalen Meistertitel der Ladies in der Billardvariante Poolbillard. Sie wurde im Stahlpalast in Brandenburg an der Havel ausgetragen.
Es wurden die Deutschen Meisterinnen in den Disziplinen 14/1 endlos, 8-Ball, 9-Ball und 8-Ball-Pokal ermittelt.

## Medaillengewinnerinnen
| Disziplin    | Gold                                   | Silber                                           | Bronze                                  | Bronze                                           |
| ------------ | -------------------------------------- | ------------------------------------------------ | --------------------------------------- | ------------------------------------------------ |
| 14/1 endlos  | Karin Bogs (BF Duisburg)               | Cornelia Pauritsch (PBC Hellweg Lüttgendortmund) | Angelika Weber (PBC Rot-Gelb Stolberg)  | Petra Hoffmann (Barmer Billardfreunde)           |
| 8-Ball       | Margit Schlosser (PV Astoria Walldorf) | Petra Hoffmann (Barmer Billardfreunde)           | Karin Bogs (BF Duisburg)                | Cornelia Pauritsch (PBC Hellweg Lüttgendortmund) |
| 9-Ball       | Karin Bogs (BF Duisburg)               | Cornelia Pauritsch (PBC Hellweg Lüttgendortmund) | Petra Hoffmann (Barmer Billardfreunde)  | Silvia Althaus (PBC Karben)                      |
| 8-Ball-Pokal | Petra Hoffmann (Barmer Billardfreunde) | Angelika Weber (PBC Rot-Gelb Stolberg)           | Illa Weberstetter (PBC Olimpia München) | Doris Raffel (BF Duisburg)                       |